# Black Swan Racing
Pour les articles homonymes, voir Black Swan.

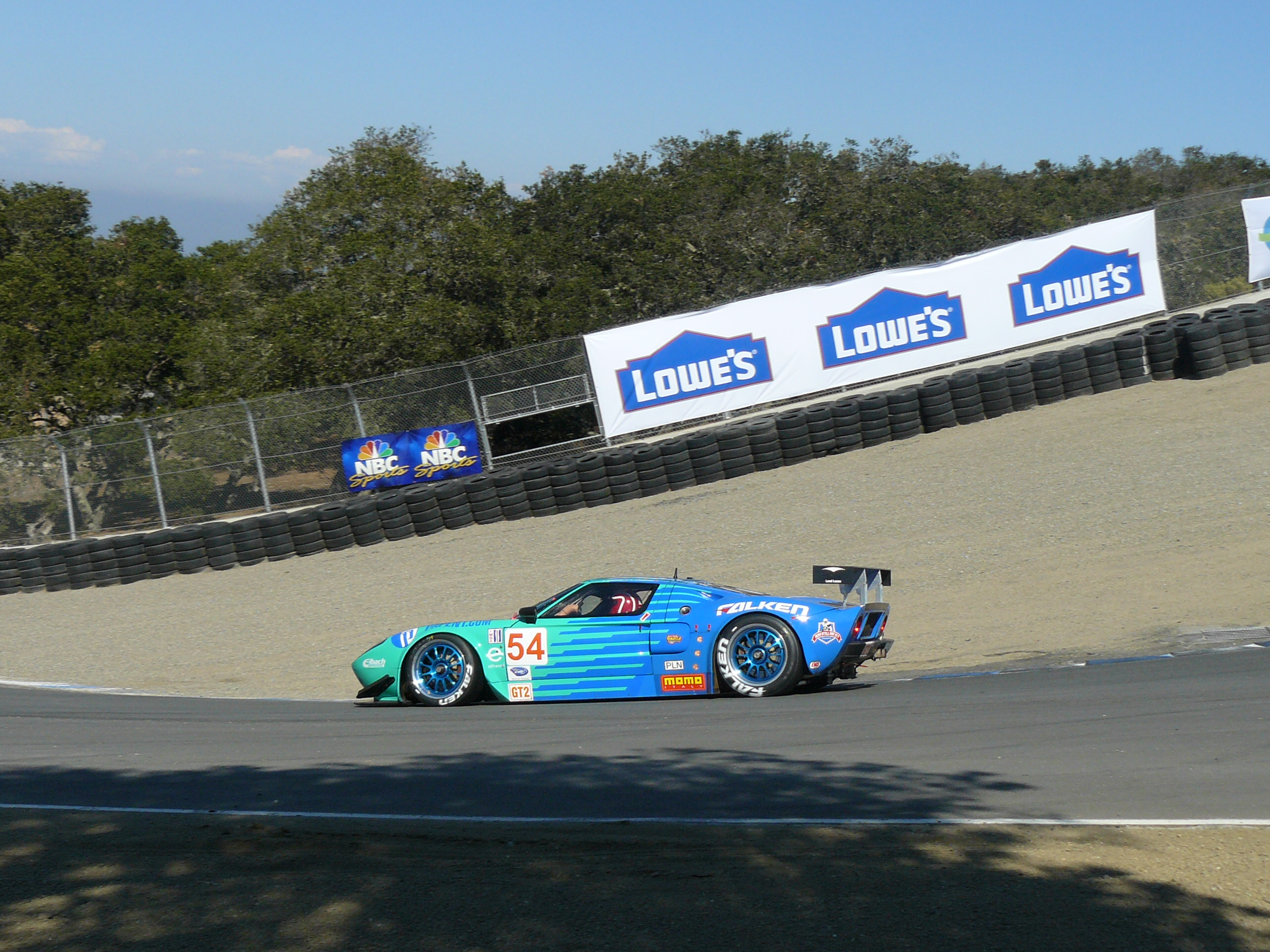
La Doran Ford GT-R 2008

Black Swan Racing est une écurie de course automobile américaine basée à Boston (Massachusetts) et fondée par Tim Pappas. Elle participe au championnat American Le Mans Series.

## Palmarès
- Vainqueur des American Le Mans Series dans la catégorie GTC en 2010 et en 2011
- Vainqueur du Petit Le Mans dans la catégorie GTC en 2010 et en 2011
- Vainqueur des 12 Heures de Sebring dans la catégorie GTC en 2011